# Hypanartia bella
Hypanartia bella (denominada popularmente, em língua inglesa, de Bella Mapwing) é uma borboleta neotropical da família Nymphalidae e subfamília Nymphalinae, encontrada do nordeste ao sul do Brasil, sul do Peru, Paraguai, Uruguai e norte da Argentina. Foi classificada por Johan Christian Fabricius, com a denominação de Papilio bella, em 1793. A procedência do espécime tipo está descrita como "Indiis".

## Descrição
Indivíduos desta espécie possuem as asas de contornos moderadamente serrilhados, vistos por cima, com tonalidade principal em laranja e destacados desenhos em amarelo, negro e branco, na metade apical da asa anterior. Apresenta um prolongamento anguloso em cada metade inferior das asas posteriores, com desenho próximo formando um contorno de três lúnulas em negro e branco. Por baixo o padrão é o de uma folha seca, com um tipo de camuflagem disruptiva em marrom e amarelo-pálido e com discretos ocelos.

## Hábitos e alimentação das lagartas
Se alimentam de substâncias retiradas de plantas em decomposição ou da umidade do solo. Se estabelecem periodicamente para descansar em folhagem, com as asas eretas.[carece de fontes?] Suas lagartas se alimentam de plantas do gênero Phenax, Urtica, Celtis, Parietaria e Trema.

## Diferenciação entre espécies
As borboletas Hypanartia bella podem ser confundidas com outra espécie do mesmo gênero, Hypanartia lethe, por vezes frequente nos mesmos locais. A diferença desta para lethe é que, em lethe, o contorno das asas posteriores não apresenta desenho tão complexo e as manchas da área apical das asas anteriores apresentam tonalidade amarela.

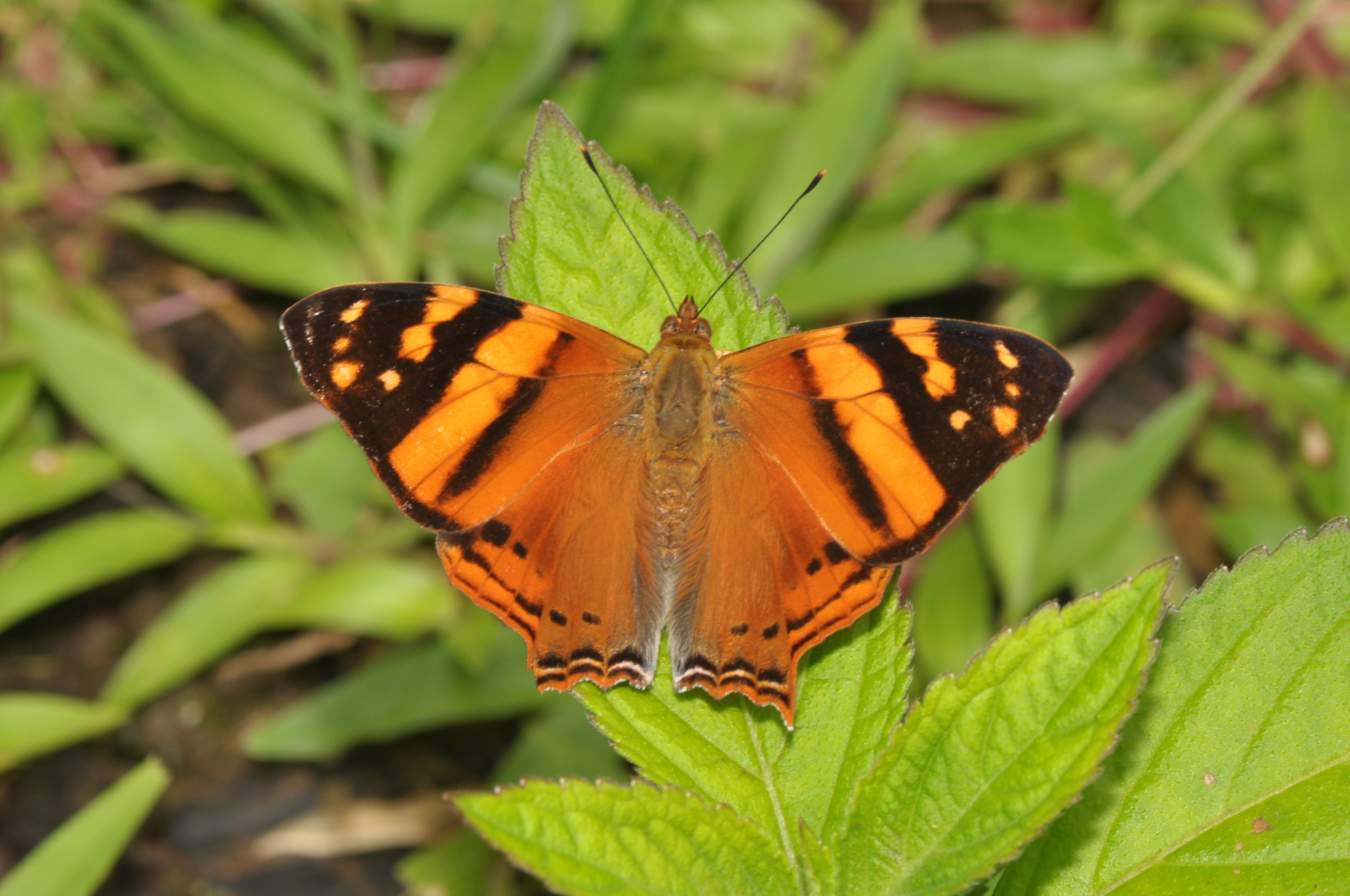
H. lethe, vista superior.